# Taday
Taday ist eine Ortschaft und eine Parroquia rural („ländliches Kirchspiel“) im Kanton Azogues der ecuadorianischen Provinz Cañar. Die Parroquia besitzt eine Fläche von 59,74 km². Die Einwohnerzahl lag im Jahr 2010 bei 1637. 

## Lage
Die Parroquia Taday liegt in der Cordillera Real südzentral in Ecuador. Die Flüsse Río Macas und Río Dudas fließen entlang der nördlichen Verwaltungsgrenze nach Osten zum Río Paute. Im Osten reicht das Verwaltungsgebiet bis zum Río Paute, der an der dortigen Stelle von der Paute-Mazar-Talsperre aufgestaut wird. Der etwa 2940 m hoch gelegene Hauptort befindet sich 20 km ostnordöstlich der Provinzhauptstadt Azogues.
Die Parroquia Taday grenzt im Osten und im Süden an die Provinz Azuay: im äußersten Osten an die Parroquia Amaluza (Kanton Sevilla de Oro) sowie im Süden an die Parroquias Guarainag, Tomebamba, Dug Dug und Bulán. Im Westen grenzt die Parroquia Taday an das Municipio von Azogues sowie im Norden an die Parroquia Pindilig.

## Geschichte
Die Parroquia Taday wurde am 1. Mai 1866 gegründet.